# 小橋川結子
小橋川 結子（こばしがわ ゆいこ、10月17日 - ）は、元ラジオ沖縄 (ROK) のアナウンサー。

## 来歴
沖縄県那覇市出身。宇都宮大学卒業。
大学を卒業後、NHK沖縄放送局の契約キャスターを経てラジオ沖縄に入社した。

## 担当番組

### NHK沖縄放送局
- りっかりっか沖縄[2]
- ハイサイ!ニュース610 - 「ナマからハイサイ」担当[2]
- NEWSおきなわ610 - 「ナマから調査隊」担当[3]
- 沖縄ちゅらTV[4]

### ラジオ沖縄
- チャットステーションL - 金曜担当（2014年4月 - 2017年12月）
- Island Today - ラジオカーリポーター[5]
- Do-Yo[5]
- アートパレット[5]
- SUSUの言わせてもらうわ！[6]
- ときめきリバイバル[7]
- ハイスナック結[7]
- 思いやり交差点[1]
- SPLASH!!![8]
- ハートにミューチック[8]
- 今週のライブラリー情報[8]
- BALLOON - 金曜「ゆいこのうふふのふ！」担当（2020年9月 - 2022年9月）